# 蔵屋敷
蔵屋敷（くらやしき）とは、江戸時代に大名（藩）が年貢米や領内の特産物を販売するために設置した倉庫兼家屋の事である。一般的に大阪にあったものが著名であるが、江戸・敦賀・大津・堺・長崎など、交通の要所である商業都市に設置される場合もある。また、大名のみならず有力な旗本・公家・寺社の中には自前の蔵屋敷を持つものもいた。

## 概説

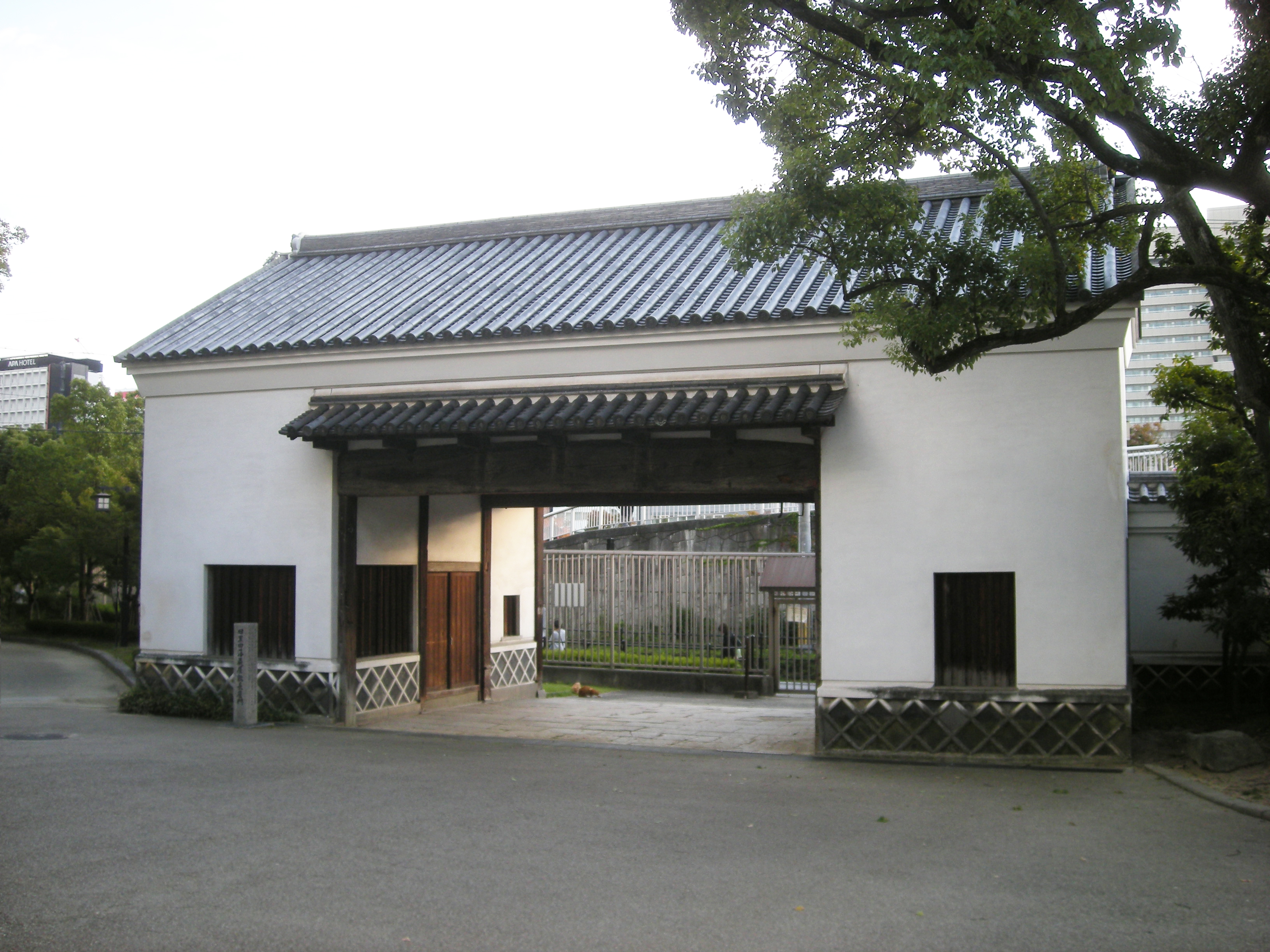
旧黒田藩蔵屋敷長屋門。現在は天王寺公園内にある大阪市立美術館の南門となっている。大阪府有形文化財（大阪市天王寺区）

豊臣政権が全国支配を完成させた頃から政治の中心であり、有力な商人たちが在住していた大坂・堺に諸大名の蔵屋敷が立てられ始めた。
やがて江戸幕府が成立すると、政治の中心は江戸に移転したものの、商業の中心はそのまま大坂に留まったために以後も諸藩の蔵屋敷は大坂に集中した。
大坂には延宝年間（1670年代）には80、天保年間（1840年代）には125の藩の蔵屋敷があったとされ、小藩や大名以外のものも含めると600近くはあったのではないかという説もある。
なお、商業を賎しむ儒教的観念の影響を受けて、ほとんどの大名が自己所有の蔵屋敷であっても有力商人を表向きの名義人（名代（なだい/みょうだい））としてそこから借り受けている事としており、大坂では安濃津藩・伊予松山藩の2藩のみが自己所有の蔵屋敷の存在を公然としていただけだったとされている。
また、奥州や関東地方の諸藩の間には、より領国に近い江戸に蔵屋敷を建てるものがいたが、江戸では幕府や旗本所有の蔵米の売却も行われるために、幕府の米価政策によって、諸藩保有の年貢米の売却に対して制約が加えられる事でもあり、仙台藩や平藩など同地域の有力諸藩は、大坂にも蔵屋敷を有して江戸・大坂両方の商人と取引関係を持っていた。
西日本の藩の中には、江戸の藩邸（特に下屋敷）に蔵屋敷の機能を有していたものも存在していた。

## 蔵屋敷と大名金融
江戸時代も中期に入ると諸藩の財政は悪化して、蔵元や掛屋を務める商人からの借金（いわゆる「大名貸」）が頻繁に行われるようになり、また猶予期間を利用して見通しが不明な来年入荷の米と引換に出される空米切手の発行などが行われるようになった。大名貸は、表向きは、信用貸しであったが、実際には蔵米が担保となり得るものであったし、空米切手は将来的には藩の年貢米から返済しなければならなかった。
天明の大飢饉などの際には、大名貸や空米手形の決済に迫られた藩の中には、飢餓で苦しむ領民を放置して大坂への廻米を実施して多くの餓死者を出した挙句、農村が荒廃してしまった為に財政が更に逼迫して更なる借金を築いた藩もあったと言われている。また、蔵元や掛屋が逆に藩の経済や財政にも影響力を行使する場合も出現した。
ただし、蔵元や掛屋にとって良い話ばかりではない。
蔵元や掛屋としての契約を打ち切られることを恐れて大名からの無理な借入に応じた結果、破産するものもおり、また薩摩藩のように武士身分である事を逆手に取られて一方的な債務の繰り延べが行われる場合もあった。

## 蔵屋敷の諸機能

### 多彩な機能
蔵屋敷の基本的な機能は、上記で述べたように年貢米・特産物の売却や、これらを担保とした金融の管理であるが、この他にも多彩な機能を持つものが存在した。
とりわけ規模の大きな大坂の蔵屋敷の中には、参勤交代の途上で藩主が滞在するための御殿を設けたものもあった。
また、こうした大坂の蔵屋敷の役人が、国元の商人と大坂の商人や幕府の大坂町奉行所との間の仲介を行ったり、また幕府の役所が蔵屋敷を通じて諸藩に伝達を行う例もみられ、蔵屋敷は領国と大坂そして中央政権（幕府）を繋ぐ情報の結節点としても機能していた。

### 幕末
幕末に入ると、産品の輸出や海外からの武器調達を目的とした商会所を併設する藩も現われて、蔵屋敷の機能が低下を始める。また、大坂の蔵元や掛屋の藩の経済政策への介入を防ぐために藩から大坂以外の大都市への直接販売や備中松山藩のように蔵屋敷自体を廃止してしまう藩も現われた。

### 明治
明治維新後の廃藩置県によって諸藩の蔵屋敷は新政府によって接収され、また旧藩債務の大幅切捨てを断行したために、多額の債権を焦げ付かせた元の蔵元・掛屋が次々と破産して特に大阪（大坂）経済は大混乱に陥った。
続く地租改正によって農民が直接政府に対して金納による納税を行う事になったために、農民が地元で米を売却・換金するようになり、農民→藩→蔵屋敷という江戸時代に長く続いた米の流通構図が崩壊した。
このことが東京に比べて経済の近代化を遅らせ、「天下の台所」と呼ばれてきた大阪が日本経済の中心から転落する一因ともなったとされている。